# ケツァルテナンゴ県
ケツァルテナンゴ県（Departamento de Quetzaltenango）はグアテマラの県。県都はケツァルテナンゴ。面積は1,953km²で、国土の1.8%を占める。県の人口の60.57%が先住民族で、国平均の41.9%を上回っており、主要民族はキチェ族とマム族である。言語は、公用語であるスペイン語のほかにキチェ語、マム語が話される。この地方特有の伝統的な衣装を身につける先住民の若い女性はめったに見かけられなくなっている。
2002年の国勢調査によれば、県人口は624,716人で、総人口の6.0%を占める。1981年から1994年までの人口増加率は1.8%で、全国平均の2.5%を下回っていた。都市人口は県人口の40%で、残りの60%は農村部に暮らしている。

## 経済
県都のケツァルテナンゴは商業、サービス業の分野で、たとえば繊維産業やリコール製造業などで戦略上重要な場所となっている。他には建築業が重要分野である。また、自治体内にはいくつもの大学があり、教育分野も重要さを増している。
他に経済および文化面で際立つのはコアテペケである。コアテペケの語源は、ナワトル語で蛇を意味するCoatlと小山もしくは場所を意味するTepeoから派生したものである。コアテペケは県内最大の面積を有する自治体で、30か所以上の遺跡が発見されており、その中でもっとも有名なものはラ・フェリシダという名称で知られている。そのほかには温泉や川を目当てに観光客が訪れる。
主要作物はコーヒー豆、トウモロコシ、果物、アブラヤシ、ゴマ、米、ゴムノキなどである。また牧畜業、工業、小売業もある。
観光業については、県内にはセロ・バウル、シエテ・オレッハス山（Volcán Siete Orejas）、セロ・ケマード山（Volcán de Cerro Quemado）などの山やアルモロンガ・シリーロ・フローレス、デリシアス、フエンテス・ヘオルヒーナス（ケツァルテナンゴ、温泉）、ラグーナ・デ・チカバル（Laguna de Chicabal）などの水辺があり、近年訪れる観光客が増えている。また、9月15日は独立記念日で、およそ1カ月の間さまざまな催し物が行われる。

## 隣接する県
- ウェウェテナンゴ県
- トトニカパン県
- ソロラ県
- スチテペケス県
- レタルレウ県
- サン・マルコス県

## 自治体
1. アルモロンガ
2. カブリカン
3. カホラー
4. カンテル
5. コアテペケ
6. コロンバ
7. コンセプション・チキリチャパ
8. エル・パルマール
9. フローレス・コスタ・クカ
10. ヘノバ
11. ウイタン
12. ラ・エスペランサ
13. オリンテペケ
14. サン・フアン・オストゥンカルコ
15. パレスティーナ・デ・ロス・アルトス
16. ケツァルテナンゴ
17. サルカハー
18. サン・カルロス・シハ
19. サン・フランシスコ・ラ・ウニオン
20. サン・マルティン・サカテペケス
21. サン・マテーオ
22. サン・ミゲル・シグイラー
23. シビリア
24. スニル